# Luís Gonzaga Villas-Boas
Luís Gonzaga Coelho Villas-Boas Rebello Marques (Viana do Castelo, 1943) é um médico psiquiatra português, que se destacou pelo seu papel como director do Refúgio Aboim Ascensão, no Algarve.

## Biografia
Nasceu na cidade de Viana do Castelo em 1943, mas ainda durante a mocidade veio para Faro, no Algarve, onde o seu pai foi destacado como comandante da Polícia de Segurança Pública. Frequentou ali o Liceu João de Deus, e em 1962 entrou na Academia Militar, onde concluiu o curso de ciências militares. Posteriormente tirou uma licenciatura em Psicologia Clínica na Universidade de Lisboa.
Durante a Guerra Colonial Portuguesa esteve destacado em Angola, com o posto de capitão. Posteriormente alcançou a patente de coronel.
Em 1985 assumiu a direcção do Refúgio Aboim Ascensão, em Faro, posição que manteve até 3 de Junho de 2023. Durante o seu mandato foi responsável por uma considerável melhoria nas condições de funcionamento daquela instituição infantil, que se tornou numa das melhores do seu tipo em território nacional, tendo também sido o principal impulsionador do Fórum Mundial da Criança, que teve lugar na cidade de Faro, em 1998.
Devido à sua conduta no Refúgio Aboim Ascenção, e pelos seus esforços na defesa das crianças, recebeu várias distinções nacionais e internacionais, incluindo o título de membro honorário na Sociedade Nacional para a Prevenção de Crueldade para as Crianças, do Reino Unido, que lhe foi atribuído pela princesa Margarida em 1992. Em 1998 foi condecorado com o Prémio Princesa Diana, e em 2019 com o título de Profissional do Ano 2018 pela divisão de Faro do Rotary.
Em 29 de Abril de 2015 foi condecorado com o grau de comendador da Ordem do Mérito, e em 19 de Agosto de 2021 com o grau de grande-oficial da Ordem da Liberdade.